# DagaDana
DagaDana — польсько-український музичний гурт, грає у стилях джаз, фолк, електронна музика.

## Склад
- Дагмара Грегорович — вокал, електронна музика;
- Дана Винницька — вокал, клавіші;
- Миколай Поспешальський — контрабас, скрипка;
- Франк Паркер — ударні.

## Дискографія
| Назва          | Деталі                                                       |
| -------------- | ------------------------------------------------------------ |
| Wygadana (EP)  | - Дата: 8 грудня 2008 - Звукозапис: Dagadana                 |
| Maleńka        | - Дата: 10 лютого 2010 - Звукозапис: Offside Records         |
| Dlaczego nie   | - Дата: 17 жовтня 2011 - Звукозапис: Agora                   |
| List do Ciebie | - Дата: 15 лютого 2014 - Звукозапис: Dagadana, NCK, Etnoteka |
| Meridian 68    | - Дата: 26 лютого 2016 - Звукозапис: Karrot Kommando         |